# Manuel Amador Guerrero
Manuel Amador Guerrero   (Turbaco, 30 de juny de 1833 - Ciutat de Panamà, 2 de maig de 1909) fou un polític panameny, elegit president de l'Assemblea Nacional i en gran part, se li deu la independència de Panamà. Va presidir la nova república del 1904 al 1908.

## Biografia
Fill de José María Amador i Leguina María Mercedes Guerrero Córdoba. Es va graduar de mèdic cirurgià a la Universitat del Magdalena i de l'Istme en 1855. Va exercir el seu càrrec de metge per alguns mesos de 1855 a Cartagena d'Índies, però aviat va ser atret pel seu esperit aventurer cap a la Ciutat de Panamà, Santiago de Veraguas i Colón, que en aquest moment tenien un auge econòmic producte de la construcció del Ferrocarril Interoceànic, el qual atreia a gran quantitat d'immigrants que es dirigien en recerca d'or en Califòrnia. Amador es va mudar a la ciutat de Panamà, a la fi de 1855. Va participar activament en la política colombiana i es va inscriure en el Partit Conservador, va arribar a ocupar alts càrrecs dins d'aquest col·lectiu. Com a representant per la província de Veraguas va ocupar una curul per algun temps al Congrés de la República de la Nova Granada. En 1866 va ser triat primer designat com Cap d'Estat de l'Estat Federal de Panamà. A l'any següent va ser elegit president de l'Estat, però una revolta armada li va impedir exercir el càrrec. Vençut i presoner en el camp de batalla, va haver de sofrir després el desterrament que es va perllongar per un any.
Encara que no va deixar de prendre participació activa en la política, no va figurar enlloc fins a l'any de 1886, en què per la renúncia del cap civil i militar de l'Estat, general Ramón Santodomingo Vila, Amador Guerrero es va encarregar temporalment del comandament suprem.
La seva esposa era Marìa Ossa d'Amador, i el seu fill, es deia Manuel E. Amador.
Durant els últims 30 anys del segle xix, li va correspondre a Manuel Amador Guerrero reorganitzar l'Hospital Sant Tomás, vella institució de caritat que datava de l'època de la colònia, que per la pobresa crònica del país no podia realitzar amb la deguda amplitud la missió humanitària al fet que estava cridada. Com a metge sempre, a vegades com superintendent, i sense rebre cap remuneració la major part del temps, Amador Guerrero va ser ànima i braç de la institució, i a ella li va consagrar els seus esforços i els seus entusiasmes filantròpics amb abnegació i esperit públic exemplars.
En 1890 es debatia una qüestió d'importància vital per a l'istme de Panamà. Era palès que la Companyia Francesa del Canal, que havia començat la construcció de la via interoceànica, estava impossibilitada per concloure-la dins del terme estipulat en el contracte.
Els treballs van ser suspesos gairebé totalment, i en l'istme va començar a sentir-se de nou terrible postracció econòmica. Hi havia esperança que mitjançant una pròrroga de la concessió l'empresa pogués reorganitzar-se i assegurar així la terminació d'obra tan vital per a la vida econòmica del país. Panamà, afectada directament amb la crisi, va disposar llavors enviar a Bogotà una comissió integrada per quatre de les seves més representatius ciutadans amb l'objectiu de gestionar la pròrroga davant el Govern central. Per a aquesta comissió va ser designat el doctor Amador Guerrero, en unió del cèlebre enginyer panameny Pedro J. Sosa, autor al costat de Wyse y Reclus del traçat de la ruta escollida per al Canal; el bisbe de la diòcesi, Dr. José Alejandro Peralta; i don Ricardo Arango, més tard governador del departament.